# Варпехи-Старі
Варпехи-Старі (пол. Warpechy Stare) — село в Польщі, у гміні Вишки Більського повіту Підляського воєводства.
Населення — 105 осіб (2011).
У 1975-1998 роках село належало до Білостоцького воєводства.

## Демографія
Демографічна структура станом на 31 березня 2011 року:
|          | Загалом | Допрацездатний вік | Працездатний вік | Постпрацездатний вік |
| -------- | ------- | ------------------ | ---------------- | -------------------- |
| Чоловіки | 55      | 11                 | 35               | 9                    |
| Жінки    | 50      | 7                  | 25               | 18                   |
| Разом    | 105     | 18                 | 60               | 27                   |